# Pop-up (album)
Pop-up è il diciassettesimo album (il dodicesimo in studio) del cantautore italiano Luca Carboni, pubblicato il 2 ottobre 2015 dalla Sony Music.
Il 7 giugno 2016, in occasione dell'annuale Wind Music Award, l'album è stato premiato nella categoria Album Oro.

## Concezione
Diciottesimo album complessivo dell'artista, Pop-up è stato prodotto da Michele Canova Iorfida e arriva a quattro anni di distanza dall'ultimo album di inediti Senza titolo. L'album è composto da undici brani inediti, tra cui il singolo apripista Luca lo stesso, reso disponibile a partire dal 21 agosto 2015. Ad eccezione delle parti vocali, registrate presso le Ex Cantine di Imola, l'album è stato registrato presso i Kaneepa Studio di Milano e di Los Angeles, venendo missato a Los Angeles e masterizzato a Milano presso gli Antonio Baglio Mastering Studio. La fotografia di copertina e gli scatti presenti all'interno del libretto del CD sono stati eseguiti presso il locale Chiosco Carmine di Brescia.
Menzionato per la prima volta il 20 luglio 2015 attraverso la pagina Facebook di Carboni, quest'ultimo ha rivelato il titolo e la copertina il 2 settembre, mentre il giorno seguente ha rivelato la data di uscita. Il 7 settembre è stata resa pubblica la lista tracce attraverso il sito PersoneSilenziose. Dal 18 settembre 2015 è stato reso disponibile il pre-ordine dell'album in versione digitale sull'iTunes Store con la possibilità di acquistare subito il brano Bologna è una regola, pubblicato successivamente come secondo singolo il 1º gennaio 2016.

Per il titolo dell'album Carboni si è ispirato ai libri animati per bambini chiamati appunto Pop-up, libri illustrati realizzati con antiche e particolari tecniche di piegatura della carta che danno l'illusione del movimento o della tridimensionalità. Riguardo al significato dello stesso, Carboni ha dichiarato:
Da febbraio a dicembre 2016 l'artista è stato impegnato nella tournée Pop-up Tour 2016, con 42 tappe in club, palazzetti e piazze italiane.

## Le canzoni
Il brano d'apertura Luca lo stesso presenta un testo a tratti ironico che attraverso immagini semplici e dirette fotografa le contraddizioni della nostra società, dal rapporto con gli altri al valore dei sentimenti, l'amore su tutto. Bologna è una regola è un omaggio alla città del cantautore, mentre Milano (dedicata ad una cugina che non c'è più) alla città in cui aveva pensato di vivere l'artista agli esordi della carriera. Il brano Dieci minuti è invece incentrato sui dieci minuti interminabili delle donne quando devi uscire. Chiedo scusa è ispirato alla poesia Sotto una piccola stella dell'autrice polacca Wisława Szymborska.

## Tracce
Testi e musiche di Luca Carboni, eccetto dove indicato.
1. Luca lo stesso – 3:31 (testo: Luca Carboni, Tommaso Paradiso – musica: Tommaso Paradiso, Dario Faini)
2. Milano – 3:19 (testo: Manuele Fusaroli, Marco Vincenzi, Luca Carboni – musica: Manuele Fusaroli, Marco Vincenzi)
3. Bologna è una regola – 3:48 (testo: Luca Carboni, Alessandro Raina – musica: Alessandro Raina, Matteo Buzzanca)
4. La nostra strada – 3:58 (musica: Antonello D'Urso)
5. Chiedo scusa – 4:02
6. Dio in cosa crede – 3:36
7. Tanto tantissimo – 3:33 (musica: Christian Rigano)
8. 10 minuti – 3:52
9. Happy – 3:38 (musica: Christian Rigano)
10. Epico – 3:17
11. Invincibili – 4:04

## Formazione
- Luca Carboni – voce
- Tim Pierce – chitarra elettrica, chitarra acustica
- Michele Canova Iorfida – sintetizzatore, programmazione, sintetizzatore modulare
- Christian "Noochie" Rigano – sintetizzatore, programmazione, pianoforte, rhodes
- Alex Alessandroni Jr – pianoforte, Vintage Vibe piano, basso synth

## Classifiche

### Classifiche settimanali
| Classifica (2015) | Posizione massima |
| ----------------- | ----------------- |
| Belgio (Vallonia) | 181               |
| Italia            | 4                 |

### Classifiche di fine anno
| Classifica (2015) | Posizione |
| ----------------- | --------- |
| Italia            | 70        |